# معهد أبحاث الطاقة الذرية الكوري
معهد أبحاث الطاقة الذرية الكوري أنشأ معهد أبحاث الطاقة الذرية الكوري (KAERI) في دايجيون بكوريا الجنوبية في عام 1959 كمعهد وحيد متخصص في الأبحاث الخاصة بالطاقة النووية في كوريا الجنوبية وسرعان ما بنى سمعة للبحث والتطوير في مختلف المجالات.
في عام 1995 قام المعهد بتصميم وبناء أول مفاعل أبحاث متعدد الأغراض في البلاد وهو مفاعل هانارو على أساس تصميم المفاعل الكندي مابلي . كرس المعهد لإيجاد نطاق واسع من الاستخدامات للطاقة الذرية. على سبيل المثال، طور المعهد أول «حقن ميليكان» للأدوية الإشعاعية لعلاج سرطان الكبد.
قدم المعهد مساهمات كبيرة لتطوير التكنولوجيا النووية في البلاد. بعد أن تمكنت كوريا من تحقيق الاعتماد على الذات في التقنيات النووية الأساسية نقل المعهد تقنيات متقدمة للغاية إلى الصناعات المحلية للتطبيقات العملية. كما أن المعهد الكوري للأمان النووي والمسؤول عن دعم الحكومة في الأعمال التنظيمية وإصدار التراخيص ومعهد تكنولوجيا البيئة النووية المسؤول عن إدارة النفايات المشعة على المستويين المنخفض والمتوسط هو منشأ جزئي من المعهد.
المعهد أنشأ العديد من الشركات مثل شركة كيبكو هندسة وشركة البناء والتي هي مسئوولة عن الأعمال الهندسية ومحطات الطاقة النووية وأيضا تصميم نظم امدادات البخار النووي.